# Teorema de Midy
Em matemática, o teorema de Midy, em homenagem ao matemático francês E. Midy, é uma declaração sobre a expansão decimal das frações a/p onde p é primo e a/p tem uma expansão decimal periódica com um período par (sequência A028416 no OEIS). Se o período da representação decimal de a/p é 2n, de modo que
{\displaystyle {\frac {a}{p}}=0.{\overline {a_{1}a_{2}a_{3}\dots a_{n}a_{n+1}\dots a_{2n}}}}
então os dígitos na segunda metade do período decimal periódico são o complemento de 9s dos dígitos correspondentes em sua primeira metade. Em outras palavras,
{\displaystyle a_{i}+a_{i+n}=9}
{\displaystyle a_{1}\dots a_{n}+a_{n+1}\dots a_{2n}=10^{n}-1.}
Por exemplo,
{\displaystyle {\frac {1}{13}}=0.{\overline {076923}}{\text{ e }}076+923=999.}
{\displaystyle {\frac {1}{17}}=0.{\overline {0588235294117647}}{\text{ e }}05882352+94117647=99999999.}

## Teorema de Midy estendido
Se k é qualquer divisor do período da expansão decimal de a/p (onde p é novamente um primo), então o teorema de Midy pode ser generalizado como segue. O teorema de Midy estendido afirma que se a porção repetida da expansão decimal de a/p é dividida em números de k dígitos, então sua soma é um múltiplo de10k − 1.
Por exemplo,
{\displaystyle {\frac {1}{19}}=0.{\overline {052631578947368421}}}
tem um período de 18. Dividindo a parte repetida em números de 6 dígitos e somando-os dá
{\displaystyle 052631+578947+368421=999999.}
Da mesma forma, dividir a parte repetida em números de 3 dígitos e somá-los dá
{\displaystyle 052+631+578+947+368+421=2997=3\times 999.}

## Teorema de Midy em outras bases
O teorema de Midy e sua extensão não dependem de propriedades especiais da expansão decimal, mas funcionam igualmente bem em qualquer base b, desde que substituamos 10k − 1 com bk − 1 e realizar a adição na base b.
Por exemplo, em octal
{\displaystyle {\begin{aligned}&{\frac {1}{19}}=0.{\overline {032745}}_{8}\\[8pt]&032_{8}+745_{8}=777_{8}\\[8pt]&03_{8}+27_{8}+45_{8}=77_{8}.\end{aligned}}}
Em duodecimal (usando dois e três invertidos para dez e onze, respectivamente)
{\displaystyle {\begin{aligned}&{\frac {1}{19}}=0.{\overline {076{\mathcal {E}}45}}_{12}\\[8pt]&076_{12}+{\mathcal {E}}45_{12}={\mathcal {EEE}}_{12}\\[8pt]&07_{12}+6{\mathcal {E}}_{12}+45_{12}={\mathcal {EE}}_{12}\end{aligned}}}

## Prova do teorema de Midy
Pequenas provas do teorema de Midy podem ser dadas usando resultados da teoria dos grupos. No entanto, também é possível provar o teorema de Midy usando álgebra elementar e aritmética modular:

Seja p um primo e a/p uma fração entre 0 e 1. Suponha que a expansão de a/p na base b tenha um período de ℓ, então
{\displaystyle {\begin{aligned}&{\frac {a}{p}}=[0.{\overline {a_{1}a_{2}\dots a_{\ell }}}]_{b}\\[6pt]&\Rightarrow {\frac {a}{p}}b^{\ell }=[a_{1}a_{2}\dots a_{\ell }.{\overline {a_{1}a_{2}\dots a_{\ell }}}]_{b}\\[6pt]&\Rightarrow {\frac {a}{p}}b^{\ell }=N+[0.{\overline {a_{1}a_{2}\dots a_{\ell }}}]_{b}=N+{\frac {a}{p}}\\[6pt]&\Rightarrow {\frac {a}{p}}={\frac {N}{b^{\ell }-1}}\end{aligned}}}
onde N é o inteiro cuja expansão na base b é a sequência a1a2...aℓ.
Note que b ℓ − 1 é um múltiplo de p porque (b ℓ − 1)a/p é um número inteiro. Também bn−1 não é um múltiplo de p para qualquer valor de n menor que ℓ, porque senão o período de repetição de a/p na base b seria menor que ℓ.
Agora suponha que ℓ = hk. Então b ℓ − 1 é um múltiplo de bk − 1. (Para ver isso, substitua x por bk; em seguida bℓ = xh e x − 1é um fator de xh − 1. ) Digamos b ℓ − 1 = m(bk − 1), então
{\displaystyle {\frac {a}{p}}={\frac {N}{m(b^{k}-1)}}.}
Mas b ℓ − 1 é um múltiplo de p; bk − 1 não é um múltiplo de p (porque k é menor que ℓ ); e p é um primo; então m deve ser um múltiplo de p e
{\displaystyle {\frac {am}{p}}={\frac {N}{b^{k}-1}}}
é um número inteiro. Em outras palavras,
{\displaystyle N\equiv 0{\pmod {b^{k}-1}}.}
Agora divida a sequência a1a2...aℓ  em h partes iguais de comprimento k, e que elas representem os inteiros N0...Nh − 1 na base b, de modo que
{\displaystyle {\begin{aligned}N_{h-1}&=[a_{1}\dots a_{k}]_{b}\\N_{h-2}&=[a_{k+1}\dots a_{2k}]_{b}\\&{}\ \ \vdots \\N_{0}&=[a_{l-k+1}\dots a_{l}]_{b}\end{aligned}}}
Para provar o teorema estendido de Midy na base b devemos mostrar que a soma dos h inteiros Ni é um múltiplo de bk − 1.
Desde que bk é congruente a 1 módulo bk − 1, qualquer potência de bk também será congruente a 1 módulo bk − 1. Então
{\displaystyle N=\sum _{i=0}^{h-1}N_{i}b^{ik}=\sum _{i=0}^{h-1}N_{i}(b^{k})^{i}}
{\displaystyle \Rightarrow N\equiv \sum _{i=0}^{h-1}N_{i}{\pmod {b^{k}-1}}}
{\displaystyle \Rightarrow \sum _{i=0}^{h-1}N_{i}\equiv 0{\pmod {b^{k}-1}}}
o que prova o teorema estendido de Midy na base b.
Para provar o teorema de Midy original, tome o caso especial onde h = 2. Observe que N0 e N1 são ambos representados por strings de k dígitos na base b, então ambos satisfazem
{\displaystyle 0\leq N_{i}\leq b^{k}-1.}
ambos N0 e N1  não podem ser iguais a 0 (caso contrário a/p = 0) e não podem ser iguais bk − 1 (senão a/p = 1), então
{\displaystyle 0<N_{0}+N_{1}<2(b^{k}-1)}
e desde que N0 + N1 é um múltiplo de bk − 1, segue que
{\displaystyle N_{0}+N_{1}=b^{k}-1.}

## Corolário
Do exposto,
{\displaystyle {\frac {am}{p}}} é um número inteiro
Por conseguinte {\displaystyle m\equiv 0{\pmod {p}}}
E assim para {\displaystyle k={\frac {\ell }{2}}}
{\displaystyle b^{\ell /2}+1\equiv 0{\pmod {p}}}
Para {\displaystyle k={\frac {\ell }{3}}} e é um inteiro
{\displaystyle b^{2\ell /3}+b^{\ell /3}+1\equiv 0{\pmod {p}}}
e assim por diante.